# ディケーター (DD-936)
|          |                                                                          |
| 艦歴     |                                                                          |
| 発注     |                                                                          |
| 起工     | 1954年9月13日                                                            |
| 進水     | 1955年12月15日                                                           |
| 就役     | 1956年12月7日                                                            |
| 退役     | 1983年6月30日                                                            |
| その後   | 2004年7月21日に標的艦として海没処分                                      |
| 除籍     | 1988年3月                                                                |
| 性能諸元 |                                                                          |
| 排水量   | 基準 2,800トン、 満載 4,050トン                                          |
| 全長     | 407 ft (124 m) 水線長 418 ft (127 m) 全長                                |
| 全幅     | 45 ft (13.7 m)                                                           |
| 吃水     | 22 ft (6.7 m)                                                            |
| 機関     | 2軸推進、70,000 shp (52 MW)                                              |
| 最大速   | 32.5ノット (60 km/h)                                                     |
| 乗員     | 士官15名、兵員218名                                                      |
| 兵装     | 5インチ砲3門、 3インチ砲4門、 ヘッジホッグ2基、 12.75インチ魚雷発射管6門 |

ディケーター (USS Decatur, DD-936/DDG-31) は、アメリカ海軍の駆逐艦。フォレスト・シャーマン級駆逐艦の4番艦。艦名はスティーヴン・ディケーター代将に因む。その名を持つ艦としては4隻目。

## 艦歴
ディケーターは1954年9月13日にマサチューセッツ州クインシーのベスレヘム・スチールで起工する。1955年12月15日にW・A・ピアース夫人およびD・J・アームスデン夫人（ディケーター代将の子孫）によって進水し、1956年12月7日に就役した。
1957年にディケーターはカリブ海で整調巡航を行い、特別公試を実施した後北ヨーロッパへ向かう。1958年初めにディケーターは再び大西洋を横断し地中海で最初の第6艦隊での任務に就く。ディケーターは1950年代後半から60年代前半にかけて同様の任務に就き、1961年9月には宇宙船回収艦としての任務を行う。1962年11月から12月にかけてはキューバの封鎖任務に加わる。1964年5月6日、ディケーターはレイク・シャンプレイン (USS Lake Champlain, CVS-39) と衝突し、上部構造を大きく損傷した。ディケーターは修理が行われないまま予備役となり、同年末に近代化改修のため待機状態となる。1965年6月に公式に退役した。
続く2年間にわたってディケーターはマサチューセッツ州のボストン海軍造船所で広範囲な改修作業が行われる。1966年9月にミサイル駆逐艦に艦種変更され、DDG-31 の艦番号が与えられる。1967年4月に再就役し、同年9月に太平洋艦隊へ配属される。最初の第7艦隊での配備は西太平洋で1968年7月から1969年2月まで行われた。この配備および1970年と、1971年から72年にかけて行われた配備でディケーターはベトナム戦争での作戦活動と、南太平洋各国への訪問を行った。「ウェストパック」巡航はその後も1973年、1974年 - 75年、1976年 - 77年、1978年 - 79年にかけて行われた。
1981年、および1982年にディケーターは第7艦隊の任務で再び太平洋を横断し1983年にはペルシャ湾に展開した。最後の配備から帰還した数週間後の1983年6月30日にディケーターは退役し、太平洋予備役艦隊入りする。1988年3月に除籍されるが、その後も長らく自衛テスト艦 (Self Defense Test Ship, SDTS) として使用された。1994年から2003年までディケーターは太平洋岸で、対艦巡航ミサイルおよびその他の脅威に対抗する様々な機器の試験に使用された。その後自衛テスト艦の任務を退役したポール・F・フォスター (USS Paul F. Foster, DD-964) と交代し、ディケーターは2004年7月22日に艦隊訓練演習で海没処分された。

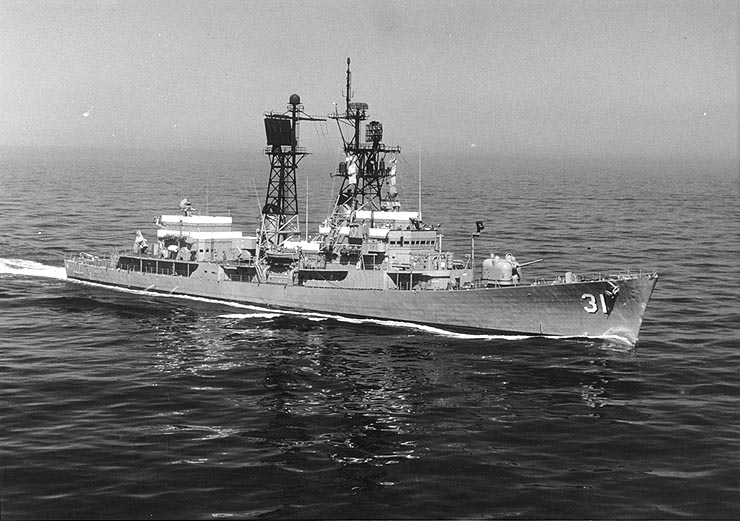
サンディエゴ沖を航行中のディケーター (DDG-31) 、1976年6月24日